# Чёрная курочка

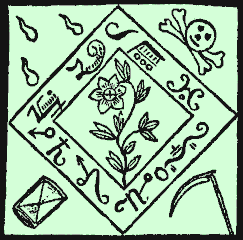
Изображение талисмана, восходящее к гримуару «Чёрная курочка»

«Чёрная курочка» (англ. Black Pullet) — гримуар, содержащий в себе сведения о создании талисманов и волшебных колец. Используя эти предметы, люди якобы могли достигнуть неслыханной силы. Но главная тайна, которую раскрывает книга — это создание некоей «Чёрной курочки», также известной как «Курица, несущая золотые яйца». Такая курица могла принести владельцу огромные богатства.Считается, что гримуар написан неизвестным солдатом наполеоновской армии, который утверждал, что получил тайные знания от мага во время экспедиции в Египет. 